# Nizatidină
Nizatidina este un antihistaminic, antagonist al receptorilor H2, utilizat în tratamentul ulcerului gastroduodenal și al bolii de reflux gastroesofagian. Calea de administrare disponibilă este cea orală.
Medicamentul a fost patentat în 1980 și a fost aprobat pentru uz medical în anul 1988.

## Utilizări medicale
Nizatidina este utilizată pentru reducerea producției acide gastrice, în următoarele cazuri:
- boala de reflux gastroesofagian (BRGE), tratament de scurtă durată
- ulcer duodenal
- ulcer gastric
- profilaxia recidivelor ulcerului duodenal.

## Reacții adverse
Cele mai frecvente reacții adverse sunt: diaree sau constipație, somnolență, cefalee, dureri musculare.